# Huset Dunkeld
Huset Dunkeld (også kendt som huset Canmore, eller Kaledoniadynastiet) var et skotsk dynasti, som sad på tronen fra 1058 til 1290.
Dunkeld kom til magten efter to urolige århundreder under huset Alpin. Den første konge fra dynastiet var Malcolm III. Han indførte en stor ændring i det skotske monarki, idet han indførte tronfølgeret til ældste søn af kongen, i stedet for den gamle ordning tanisteri, hvor kongen udpegede den, han mente, var bedst egnet. Dette førte til langt roligere forhold indenfor kongeslægten. 
Til trods for flere sammenstød med engelske styrker, formåede huset Dunkeld at konsolidere det forenede Skotland som et samlet og uafhængigt kongerige. 
Dynastiets fald begyndte i 1286, da Alexander III døde i en rideulykke. Han havde ingen levende sønner, og den eneste arving var hans tre år gamle barnebarn, den norske prinsesse Margaret. Hun blev indsat som dronning, men den skotske adel frygtede, at hendes far, Erik II Magnusson af Norge, ville tage kontrol over den skotske trone. De vendte sig mod England, og fik forlovet Margaret med fyrsten af Wales, Edvard. Ægteskabet kom aldrig i stand, da den unge pige døde kort tid efter, at hun kom til Skotland, og med hende uddøde huset Dunkeld.
Efter Margarets død brød den første skotske uafhængighedskrig ud.